# Astragalus zangelanus
Astragalus zangelanus là một loài thực vật có hoa trong họ Đậu. Loài này được Grossh. miêu tả khoa học đầu tiên.